# Буково (Благоевградская область)
Буково (болг. Буково) — село в Благоевградской области Болгарии. Входит в состав общины Гоце-Делчев. Находится примерно в 16 км к северу от центра города Гоце-Делчев и примерно в 62 км к юго-востоку от центра города Благоевград. По данным переписи населения 2011 года, в селе  проживало 917 человек.

## Население
| Год     | 1934 | 1946 | 1956 | 1965 | 1975 | 1985 | 1992 | 2001 | 2011 |
| ------- | ---- | ---- | ---- | ---- | ---- | ---- | ---- | ---- | ---- |
| Жителей | 285  | 339  | 448  | 530  | 645  | 734  | 837  | 878  | 917  |

| Национальность  | Человек | Процент |
| --------------- | ------- | ------- |
| болгары         | 81      | 9,24%   |
| турки           | 788     | 89,85%  |
| цыгане          | 0       | 0%      |
| другие          | 0       | 0%      |
| не определились | 7       | 0,8%    |
| Всего ответов   | 877     |         |

|  |